# Hans Adam II de Liechtenstein
Hans Adam II de Liechstenstein (Johannes "Hans" Adam Ferdinand Aloys Josef Maria Marko d'Aviano Pius von und zu Liechtenstein) (Zúric, Suïssa 1945) és l'actual cap d'estat de Liechtenstein. El seu tractament és de Sa Altesa Sereníssima "El Príncep Sobirà de Liechtenstein" Actualment posseeix el grup bancari privat LGT i una fortuna personal d'aproximadament quatre mil milions de dòlars, segons fonts de la revista Forbes.
Va néixer el 14 de febrer de 1945 a la ciutat de Zúric, sent el fill primogènit del príncep Francesc Josep II i la seva esposa, la comtessa Gina von Wilczek. Era net per línia paterna del príncep Alois de Liechtenstein i Elisabet Amàlia d'Àustria, i per línia materna de Ferdinand Graf von Wilczek i Norbertine Kinsky von Wchinitz und Tettau.
El 13 de novembre de 1998 fou nomenat príncep sobirà del seu país a la mort del seu pare Francesc Josep II. El príncep de Liechtenstein ha gaudit, al llarg de la història, d'uns grans poders. L'any 2003, però, es va celebrar un referèndum per revisar la constitució del país i augmentar els seus poders, amenaçant amb la seva marxa del país i la de la seva família per establir-se a Àustria si el referèndum no era acceptat.
El 15 d'agost de 2004 Hans Adam II va cedir la responsabilitat de prendre les decisions de govern diàries al seu fill primogènit, el príncep Alois de Liechtenstein, per a preparar la transició del poder a una nova generació. Amb aquesta cessió, però, oficialment Hans Adam contínua sent Cap de l'Estat i Alois compleix tasques de regent.

## Núpcies i descendents
El 30 de juliol de 1967 es va casar, a Vaduz, amb la seva cosina llunyana la comtessa Marie Aglaë Kinsky. D'aquest matrimoni en nasqueren:
- Alois de Liechtenstein (1968), casat el 1993 amb Sofia de Baviera, príncep hereu i actual regentHans Adam II de Liechtenstein

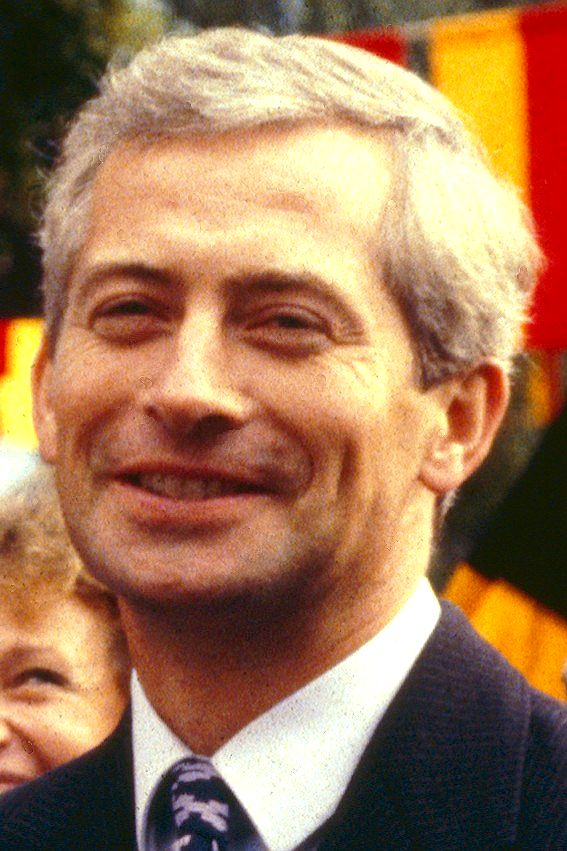
Hans Adam II de Liechtenstein

- Maximilian Nikolaus Maria (1969), casat amb Angela Gisele Brown
- Constantin Ferdinand Maria (1972), casat amb comtessa Marie Kálnoky de Köröspatak
- Tatjana Nora Maria (1973), casada amb Philipp von Lattorf